# La Morale anarchiste
La Morale anarchiste est un essai de Pierre Kropotkine paru en 1889.

## Arguments
La Morale anarchiste est l'une des principales œuvres de Pierre Kropotkine, un théoricien important du communisme libertaire. Il développe dans cette œuvre l'idée selon laquelle le juge, le gouvernant et le prêtre ont abusé de la crédulité du peuple. La religion et la loi ne seraient que de fausses morales, la vraie morale étant naturelle, existant même chez les espèces animales à des degrés différents. Cette morale ne serait alors pas une morale à tendance individualiste ou égoïste, comme le suggère Bentham, ni une morale attachée aux idées de Kant ou à des préceptes religieux. Cette morale serait une morale qui consisterait à la recherche de l'accomplissement du bien commun, de l'intérêt de l'humanité. Kropotkine dit aussi que l'Homme a une nature égoïste, que, même quand il accomplit le bien, c'est un peu pour son bien propre, c'est pour son bonheur ou pour se préserver d'une peine ; par exemple, si un homme aide un pauvre, c'est pour se préserver de la souffrance qu'il ressentirait à voir un autre souffrir. Pour son idée de morale naturelle, il se réfère à Adam Smith, économiste libéral, dont il réfute les idées individualistes, mais dont il apprécie une œuvre de jeunesse, Théorie des sentiments moraux.
Toutefois, il n'adopte pas une conception relativiste et dénonce par exemple la répression de la Commune de Paris de 1871 par Adolphe Thiers. Il dit que l'Homme doit se fier à une morale qui dirait : "Traite les autres comme tu aimerais à être traité par eux dans des circonstances analogues." Il ajoute : "Le bonheur de chacun est intimement lié au bonheur de tous ceux qui l'entourent." Kropotkine, étant d'un courant anarchiste, bien que divergent quelque peu de Proudhon ou de Bakounine, émet une critique des autorités sans concession. Il dit des révolutions que c'est une réaction pour rétablir la solidarité. Kropotkine parle aussi de "vie inconsciente" pour expliquer une grande partie de la vie et de l'activité humaine. L'homme agit donc souvent spontanément, sans réfléchir aux conséquences de ses actes. Et la morale est donc en grande partie inconsciente. Kropotkine dit ensuite que l'absence d'ordre, l'anarchie, serait préférable après avoir délégitimé la Justice qui s'exprime à travers le juge et la condamnation. Il considère que l'Homme n'aura pas besoin de contraintes légales pour l'empêcher de commettre des fautes car il se fixera lui-même ses contraintes morales.
Il y défend notamment que chacun des choix que nous effectuons est guidé par la recherche du plaisir ou l'évitement du déplaisir, mais que la considération de l'autre et l'entraide sont inscrits dans la nature humaine.  L'auteur y attaque la morale religieuse, la morale kantienne de l'impératif catégorique, ou encore l'idée selon laquelle la mort de Dieu engendrerait la fin de toute morale possible. Néanmoins, le texte a aussi une dimension positive :

« Nous ne voulons pas être gouvernés. Mais, par cela même, ne déclarons-nous pas que nous ne voulons gouverner personne ? Nous ne voulons pas être trompés, nous voulons qu’on nous dise toujours rien que la vérité. Mais, par cela même, ne déclarons-nous pas que nous-même ne voulons tromper personne, que nous nous engageons à dire toujours la vérité, rien que la vérité, toute la vérité ? Nous ne voulons pas qu’on nous vole les fruits de notre labeur ; mais, par cela même, ne déclarons-nous pas respecter les fruits du labeur d’autrui ? »

Kropotkine, dans cette œuvre, montre finalement le régime qui serait idéal selon lui, un régime qu'il juge possible, sinon inéluctable : ce serait une société composée d'anarchie, donc d'absence d'autorité, et de communisme au sens alors non marxiste du terme. Il pense de la société qu'elle pourra et qu'elle saura concilier liberté et égalité. Il appelle les hommes à se soulever en toute circonstance d'inégalité et d'injustice.